# Noorwegen op de Olympische Winterspelen 2022
Noorwegen was een van de deelnemende landen aan de Olympische Winterspelen 2022 in Peking, China.

## Medailleoverzicht
(m) = mannen, (v) = vrouwen 
| Sport              | Olympiër(s) | Onderdeel                      | Medaille |
| ------------------ | --- | ------------------------------ | -------- |
| Biatlon            | Johannes Thingnes Bø | sprint (m)                     | Goud     |
| Biatlon            | Johannes Thingnes Bø | massastart (m)                 | Goud     |
| Biatlon            | Sturla Holm Lægreid Tarjei Bø Johannes Thingnes Bø Vetle Sjåstad Christiansen                                            | estafette (m)                  | Goud     |
| Biatlon            | Marte Olsbu Røiseland | sprint (v)                     | Goud     |
| Biatlon            | Marte Olsbu Røiseland | achtervolging (v)              | Goud     |
| Biatlon            | Marte Olsbu Røiseland Tiril Eckhoff Tarjei Bø Johannes Thingnes Bø                                                       | estafette (gemengd)            | Goud     |
| Freestyleskiën     | Birk Ruud | big air (m)                    | Goud     |
| Langlaufen         | Therese Johaug | 10 km klassieke stijl (v)      | Goud     |
| Langlaufen         | Therese Johaug | 15 km skiatlon (v)             | Goud     |
| Langlaufen         | Therese Johaug | 30 km vrije stijl (v)          | Goud     |
| Langlaufen         | Johannes Høsflot Klæbo                                                                                                   | sprint (m)                     | Goud     |
| Langlaufen         | Erik Valnes Johannes Høsflot Klæbo                                                                                       | teamsprint (m)                 | Goud     |
| Noordse combinatie | Jørgen Gråbak | grote schans + 10 km (m)       | Goud     |
| Noordse combinatie | Espen Andersen Espen Bjørnstad Jørgen Gråbak Jens Lurås Oftebro                                                          | team grote schans + 4×5 km (m) | Goud     |
| Schaatsen          | Hallgeir Engebråten Peder Kongshaug Sverre Lunde Pedersen                                                                | ploegenachtervolging (m)       | Goud     |
| Schansspringen     | Marius Lindvik | grote schans (m)               | Goud     |
| Alpineskiën        | Aleksander Aamodt Kilde                                                                                                  | combinatie (m)                 | Zilver   |
| Biatlon            | Tarjei Bø | achtervolging (m)              | Zilver   |
| Biatlon            | Tiril Eckhoff | massastart (v)                 | Zilver   |
| Curling            | Kristin Skaslien Magnus Nedregotten                                                                                      | gemengddubbel                  | Zilver   |
| Langlaufen         | Emil Iversen Pål Golberg Hans Christer Holund Johannes Høsflot Klæbo                                                     | 4×10 km estafette (m)          | Zilver   |
| Noordse combinatie | Jørgen Gråbak | normale schans + 10 km (m)     | Zilver   |
| Noordse combinatie | Jens Lurås Oftebro | grote schans + 10 km (m)       | Zilver   |
| Snowboarden        | Mons Røisland | big air (m)                    | Zilver   |
| Alpineskiën        | Aleksander Aamodt Kilde                                                                                                  | super G (m)                    | Brons    |
| Alpineskiën        | Sebastian Foss-Solevaag                                                                                                  | slalom (m)                     | Brons    |
| Alpineskiën        | Mina Fürst Holtmann Thea Louise Stjernesund Maria Therese Tviberg Timon Haugan Fabian Wilkens Solheim Rasmus Windingstad | landenwedstrijd (gemengd)      | Brons    |
| Biatlon            | Johannes Thingnes Bø | individueel (m)                | Brons    |
| Biatlon            | Tarjei Bø | sprint (m)                     | Brons    |
| Biatlon            | Vetle Sjåstad Christiansen                                                                                               | massastart (m)                 | Brons    |
| Biatlon            | Marte Olsbu Røiseland | individueel (v)                | Brons    |
| Biatlon            | Marte Olsbu Røiseland | massastart (v)                 | Brons    |
| Biatlon            | Tiril Eckhoff | achtervolging (v)              | Brons    |
| Langlaufen         | Johannes Høsflot Klæbo                                                                                                   | 15 km klassieke stijl (m)      | Brons    |
| Langlaufen         | Simen Hegstad Krüger | 50 km vrije stijl (m)          | Brons    |
| Schaatsen          | Håvard Holmefjord Lorentzen                                                                                              | 1000 m (m)                     | Brons    |
| Schaatsen          | Hallgeir Engebråten | 5000 m (m)                     | Brons    |

## Deelnemers en resultaten
(m) = mannen, (v) = vrouwen 

### Alpineskiën
Mannen
| Naam                     | Onderdeel    | 1e run  | 1e run | 2e run         | 2e run         | Totaal         | Totaal         |
| Naam                     | Onderdeel    | Tijd    | Rang   | Tijd           | Rang           | Tijd           | Rang           |
| ------------------------ | ------------ | ------- | ------ | -------------- | -------------- | -------------- | -------------- |
| Aleksander Aamodt Kilde  | Combinatie   | 1:43,12 | 1      | 48,90          | 6              | 2:32,02        | Zilver         |
| Aleksander Aamodt Kilde  | Afdaling     | n.v.t.  | n.v.t. | n.v.t.         | n.v.t.         | 1:43,20        | 5              |
| Adrian Smiseth Sejersted | Afdaling     | n.v.t.  | n.v.t. | n.v.t.         | n.v.t.         | 1:43,82        | 11             |
| Kjetil Jansrud           | Afdaling     | n.v.t.  | n.v.t. | n.v.t.         | n.v.t.         | DNS            | DNS            |
| Aleksander Aamodt Kilde  | Super G      | n.v.t.  | n.v.t. | n.v.t.         | n.v.t.         | 1:20,36        | Brons          |
| Adrian Smiseth Sejersted | Super G      | n.v.t.  | n.v.t. | n.v.t.         | n.v.t.         | 1:20,68        | 4              |
| Kjetil Jansrud           | Super G      | n.v.t.  | n.v.t. | n.v.t.         | n.v.t.         | 1:23,00        | 23             |
| Rasmus Windingstad       | Super G      | n.v.t.  | n.v.t. | n.v.t.         | n.v.t.         | 1:24,15        | 29             |
| Henrik Kristoffersen     | Reuzenslalom | 1:03,05 | 4      | 1:08,20        | 18             | 2:11,25        | 8              |
| Lucas Braathen           | Reuzenslalom | DNF     | DNF    | niet geplaatst | niet geplaatst | niet geplaatst | niet geplaatst |
| Rasmus Windingstad       | Reuzenslalom | DNF     | DNF    | niet geplaatst | niet geplaatst | niet geplaatst | niet geplaatst |
| Atle Lie McGrath         | Reuzenslalom | DNF     | DNF    | niet geplaatst | niet geplaatst | niet geplaatst | niet geplaatst |
| Sebastian Foss-Solevaag  | Slalom       | 53,98   | 3      | 50,81          | 15             | 1:44,79        | Brons          |
| Henrik Kristoffersen     | Slalom       | 53,94   | 2      | 50,94          | 18             | 1:44,88        | 4              |
| Atle Lie McGrath         | Slalom       | 55.08   | 14     | 1:02,37        | 41             | 1:57,35        | 31             |
| Lucas Braathen           | Slalom       | DNF     | DNF    | niet geplaatst | niet geplaatst | niet geplaatst | niet geplaatst |

Vrouwen
| Naam                    | Onderdeel    | 1e run | 1e run | 2e run         | 2e run         | Totaal         | Totaal         |
| Naam                    | Onderdeel    | Tijd   | Rang   | Tijd           | Rang           | Tijd           | Rang           |
| ----------------------- | ------------ | ------ | ------ | -------------- | -------------- | -------------- | -------------- |
| Ragnhild Mowinckel      | Afdaling     | n.v.t. | n.v.t. | n.v.t.         | n.v.t.         | 1:33,97        | 14             |
| Ragnhild Mowinckel      | Reuzenslalom | 58,58  | 5      | 58,07          | 6              | 1:56,65        | 5              |
| Thea Louise Stjernesund | Reuzenslalom | 59,39  | 15     | 57,50          | 2              | 1:56,89        | 6              |
| Maria Therese Tviberg   | Reuzenslalom | 59,67  | 18     | 58,40          | 10             | 1:58,07        | 12             |
| Mina Fürst Holtmann     | Reuzenslalom | DNF    | DNF    | niet geplaatst | niet geplaatst | niet geplaatst | niet geplaatst |
| Thea Louise Stjernesund | Slalom       | 54,22  | 19     | 53,26          | 16             | 1:47,48        | 15             |
| Mina Fürst Holtmann     | Slalom       | 54,19  | 18     | DNF            | DNF            |                |                |
| Maria Therese Tviberg   | Slalom       | DNF    | DNF    | niet geplaatst | niet geplaatst | niet geplaatst | niet geplaatst |
| Ragnhild Mowinckel      | Super G      | n.v.t. | n.v.t. | n.v.t.         | n.v.t.         | 1:14,09        | 6              |

Gemengd
| Naam | Onderdeel       | Eerste ronde           | Kwartfinale            | Halve finale           | Finale / BM            | Finale / BM |
| Naam | Onderdeel       | Tegenstander Resultaat | Tegenstander Resultaat | Tegenstander Resultaat | Tegenstander Resultaat | Rang        |
| --- | --------------- | ---------------------- | ---------------------- | ---------------------- | ---------------------- | ----------- |
| Mina Fürst Holtmann Thea Louise Stjernesund Maria Therese Tviberg Timon Haugan Fabian Wilkens Solheim Rasmus Windingstad | Landenwedstrijd | POL 2 - 2              | FRA 2 - 2              | AUT 2 - 2              | USA 2 - 2              | Brons       |

### Biatlon
Mannen
| Naam                                                                          | Onderdeel     | Tijd      | Missers | Rang   |
| ----------------------------------------------------------------------------- | ------------- | --------- | ------- | ------ |
| Johannes Thingnes Bø                                                          | Individueel   | 49:18,5   | 2       | Brons  |
| Johannes Thingnes Bø                                                          | Sprint        | 24:00,4   | 1       | Goud   |
| Johannes Thingnes Bø                                                          | Achtervolging | 41:21,2   | 7       | 5      |
| Johannes Thingnes Bø                                                          | Massastart    | 38:14,4   | 4       | Goud   |
| Tarjei Bø                                                                     | Individueel   | 50:17,0   | 1       | 8      |
| Tarjei Bø                                                                     | Sprint        | 24:39,3   | 1       | Brons  |
| Tarjei Bø                                                                     | Achtervolging | 39;36,1   | 1       | Zilver |
| Tarjei Bø                                                                     | Massastart    | 41:01,8   | 4       | 12     |
| Vetle Sjåstad Christiansen                                                    | Individueel   | 51:21,3   | 3       | 13     |
| Vetle Sjåstad Christiansen                                                    | Sprint        | 25:38,4   | 3       | 20     |
| Vetle Sjåstad Christiansen                                                    | Achtervolging | 42:53,3   | 3       | 15     |
| Vetle Sjåstad Christiansen                                                    | Massastart    | 39:26,9   | 3       | Brons  |
| Sturla Holm Lægreid                                                           | Individueel   | 51:28,1   | 3       | 15     |
| Sturla Holm Lægreid                                                           | Sprint        | 25:02,7   | 2       | 7      |
| Sturla Holm Lægreid                                                           | Achtervolging | 43:40,5   | 10      | 24     |
| Sturla Holm Lægreid                                                           | Massastart    | 40:00,5   | 5       | 6      |
| Sturla Holm Lægreid Tarjei Bø Johannes Thingnes Bø Vetle Sjåstad Christiansen | Estafette     | 1:19:50,2 | 8       | Goud   |

Vrouwen
| Naam                                                                    | Onderdeel     | Tijd      | Missers | Rang   |
| ----------------------------------------------------------------------- | ------------- | --------- | ------- | ------ |
| Marte Olsbu Røiseland                                                   | Individueel   | 44:28,0   | 2       | Brons  |
| Marte Olsbu Røiseland                                                   | Sprint        | 20:44,3   | 0       | Goud   |
| Marte Olsbu Røiseland                                                   | Achtervolging | 34:46,9   | 1       | Goud   |
| Marte Olsbu Røiseland                                                   | Massastart    | 40:52,9   | 4       | Brons  |
| Tiril Eckhoff                                                           | Individueel   | 47:10,2   | 5       | 22     |
| Tiril Eckhoff                                                           | Sprint        | 22:00,4   | 2       | 11     |
| Tiril Eckhoff                                                           | Achtervolging | 34:46,9   | 3       | Brons  |
| Tiril Eckhoff                                                           | Massastart    | 40:33,3   | 4       | Zilver |
| Ingrid Landmark Tandrevold                                              | Individueel   | 45:15,4   | 1       | 8      |
| Ingrid Landmark Tandrevold                                              | Sprint        | 21:44,5   | 0       | 5      |
| Ingrid Landmark Tandrevold                                              | Achtervolging | 37:39,9   | 1       | 14     |
| Ida Lien                                                                | Sprint        | 23:10,3   | 4       | 38     |
| Ida Lien                                                                | Achtervolging | 39:22,1   | 4       | 33     |
| Emilie Aagheim Kalkenberg                                               | Individueel   | 45:08,8   | 4       | 38     |
| Karoline Offigstad Knotten Tiril Eckhoff Ida Lien Marte Olsbu Røiseland | Estafette     | 1:11:54,6 | 10      | 4      |

Gemengd
| Naam                                                               | Onderdeel | Tijd      | Missers | Rang |
| ------------------------------------------------------------------ | --------- | --------- | ------- | ---- |
| Marte Olsbu Røiseland Tiril Eckhoff Tarjei Bø Johannes Thingnes Bø | Estafette | 1:06:45,6 | 16      | Goud |

### Curling
| Team                                                                            | Onderdeel     | Groepsfase     | Groepsfase     | Groepsfase     | Groepsfase     | Groepsfase     | Groepsfase     | Groepsfase     | Groepsfase     | Groepsfase     | Groepsfase | Tiebreaker     | Halve finale   | Finale / BM    | Finale / BM |
| Team                                                                            | Onderdeel     | Opponent Score | Opponent Score | Opponent Score | Opponent Score | Opponent Score | Opponent Score | Opponent Score | Opponent Score | Opponent Score | Rang       | Opponent Score | Opponent Score | Opponent Score | Rang        |
| ------------------------------------------------------------------------------- | ------------- | -------------- | -------------- | -------------- | -------------- | -------------- | -------------- | -------------- | -------------- | -------------- | ---------- | -------------- | -------------- | -------------- | ----------- |
| Steffen Walstad Torger Nergård Markus Høiberg Magnus Vågberg Magnus Nedregotten | Mannen        | SUI 7 - 4      | CAN 5 - 6      | GBR 3 - 8      | USA 7 - 6      | SWE 4 - 6      | DEN 5 - 6      | ROC 12 - 5     | CHN 6 - 8      | ITA 9 - 4      | 6          | --             | --             | --             | --          |
| Magnus Nedregotten Kristin Skaslien                                             | Gemengddubbel | CZE 6 – 7      | USA 11 - 6     | CAN 6 - 7      | ITA 8 - 11     | AUS 10 - 4     | CHN 9 - 6      | SWE 6 - 2      | GBR 6 - 2      | SUI 6 - 5      | 2          | n.v.t.         | GBR 6 - 5      | ITA 5 - 8      | Zilver      |

### Freestyleskiën
Big air
| Naam               | Onderdeel | Kwalificatie | Kwalificatie | Kwalificatie | Kwalificatie | Kwalificatie | Finale         | Finale         | Finale         | Finale         | Finale |
| Naam               | Onderdeel | Run 1        | Run 2        | Run 3        | Totaal       | Rang         | Run 1          | Run 2          | Run 3          | Totaal         | Rang   |
| ------------------ | --------- | ------------ | ------------ | ------------ | ------------ | ------------ | -------------- | -------------- | -------------- | -------------- | ------ |
| Ferdinand Dahl     | Mannen    | 12,00        | 72,50        | 77,50        | 150,00       | 19           | niet geplaatst | niet geplaatst | niet geplaatst | niet geplaatst | 19     |
| Christian Nummedal | Mannen    | 92,25        | 77,25        | 79,25        | 171,50       | 6            | 26,00          | 93,00          | 17,50          | 110,50         | 10     |
| Birk Ruud          | Mannen    | 94,50        | 50,50        | 93,25        | 187,75       | 1            | 95,75          | 92,00          | 69,00          | 187,75         | Goud   |
| Tormod Frostad     | Mannen    | 90,00        | 81,25        | 42,00        | 171,25       | 7            | 25,50          | 14,00          | 33,00          | 58,50          | 12     |
| Sandra Eie         | Vrouwen   | 77,50        | 76,25        | 84,50        | 162,00       | 4            | 17,00          | 19,00          | 64,50          | 64,50          | 12     |
| Johanne Killi      | Vrouwen   | 87,50        | 60,75        | 58,25        | 148,25       | 10           | 87,75          | 58,50          | 65,50          | 153,25         | 7      |

Slopestyle
| Naam               | Onderdeel | Kwalificatie | Kwalificatie | Kwalificatie | Kwalificatie | Finale         | Finale         | Finale         | Finale         | Finale |
| Naam               | Onderdeel | Run 1        | Run 2        | Beste        | Rang         | Run 1          | Run 2          | Run 3          | Beste          | Rang   |
| ------------------ | --------- | ------------ | ------------ | ------------ | ------------ | -------------- | -------------- | -------------- | -------------- | ------ |
| Ferdinand Dahl     | Mannen    | 35,41        | 67,61        | 67,61        | 16           | niet geplaatst | niet geplaatst | niet geplaatst | niet geplaatst | 16     |
| Christian Nummedal | Mannen    | 41,48        | 16,03        | 41,48        | 23           | niet geplaatst | niet geplaatst | niet geplaatst | niet geplaatst | 23     |
| Birk Ruud          | Mannen    | 83,96        | 40,95        | 83,96        | 2            | 26,98          | 47,93          | 79,33          | 79,33          | 5      |
| Tormod Frostad     | Mannen    | 22,11        | 38,05        | 38,05        | 25           | niet geplaatst | niet geplaatst | niet geplaatst | niet geplaatst | 25     |
| Sandra Eie         | Vrouwen   | 49,08        | 31,31        | 49,08        | 19           | niet geplaatst | niet geplaatst | niet geplaatst | niet geplaatst | 19     |
| Johanne Killi      | Vrouwen   | 81,48        | 86,00        | 86,00        | 2            | 24,86          | 73,11          | 71,78          | 73,11          | 6      |

### Langlaufen
Lange afstanden
Mannen
| Naam                                                                 | Onderdeel             | Uitslag   | Uitslag |
| Naam                                                                 | Onderdeel             | Tijd      | Rang    |
| -------------------------------------------------------------------- | --------------------- | --------- | ------- |
| Pål Golberg                                                          | 15 km klassieke stijl | 39:47,4   | 11      |
| Pål Golberg                                                          | 30 km skiatlon        | 1:19:02,3 | 5       |
| Hans Christer Holund                                                 | 15 km klassieke stijl | 38:44,6   | 4       |
| Hans Christer Holund                                                 | 30 km skiatlon        | 1:18:40,7 | 4       |
| Hans Christer Holund                                                 | 50 km vrije stijl     | 1:13:30,2 | 13      |
| Johannes Høsflot Klæbo                                               | 15 km klassieke stijl | 38:32,3   | Brons   |
| Johannes Høsflot Klæbo                                               | 30 km skiatlon        | 1:25:15,8 | 40      |
| Johannes Høsflot Klæbo                                               | 50 km vrije stijl     | DNF       | DNF     |
| Simen Hegstad Krüger                                                 | 50 km vrije stijl     | 1:11:39,7 | Brons   |
| Sjur Røthe                                                           | 30 km skiatlon        | DNF       | DNF     |
| Sjur Røthe                                                           | 50 km vrije stijl     | 1:11:48,5 | 5       |
| Erik Valnes                                                          | 15 km klassieke stijl | 40:06,8   | 15      |
| Emil Iversen Pål Golberg Hans Christer Holund Johannes Høsflot Klæbo | 4×10 km estafette     | 1:55.57,9 | Zilver  |

Vrouwen
| Naam                                                                  | Onderdeel             | Uitslag   | Uitslag |
| Naam                                                                  | Onderdeel             | Tijd      | Rang    |
| --------------------------------------------------------------------- | --------------------- | --------- | ------- |
| Helene Marie Fossesholm                                               | 15 km skiatlon        | 47:49,0   | 18      |
| Ragnhild Haga                                                         | 15 km skiatlon        | 48:52,5   | 29      |
| Ragnhild Haga                                                         | 30 km vrije stijl     | 1:32:19,9 | 28      |
| Therese Johaug                                                        | 10 km klassieke stijl | 28:05,3   | Goud    |
| Therese Johaug                                                        | 15 km skiatlon        | 44:13,7   | Goud    |
| Therese Johaug                                                        | 30 km vrije stijl     | 1:24:54,0 | Goud    |
| Mathilde Myhrvold                                                     | 10 km klassieke stijl | 31:36,0   | 44      |
| Lotta Udnes Weng                                                      | 10 km klassieke stijl | 30:37,0   | 25      |
| Lotta Udnes Weng                                                      | 30 km vrije stijl     | 1:31:14,3 | 13      |
| Tiril Udnes Weng                                                      | 10 km klassieke stijl | 30:22,6   | 21      |
| Tiril Udnes Weng                                                      | 30 km vrije stijl     | 1:31:15,4 | 14      |
| Tiril Udnes Weng Therese Johaug Helene Marie Fossesholm Ragnhild Haga | 4×5 km estafette      | 54:09,8   | 5       |

Sprint
Mannen
| Naam                               | Onderdeel  | Kwalificatie | Kwalificatie | Kwartfinales | Kwartfinales | Halve finales  | Halve finales  | Finale         | Finale         |                |
| Naam                               | Onderdeel  | Tijd         | Rang         | Tijd         | Rang         | Tijd           | Rang           | Tijd           | Rang           |                |
| ---------------------------------- | ---------- | ------------ | ------------ | ------------ | ------------ | -------------- | -------------- | -------------- | -------------- | -------------- |
| Pål Golberg                        | Sprint     | 2:51,52      | 14           | 3:14,81      | 5            | niet geplaatst | niet geplaatst | niet geplaatst | niet geplaatst | niet geplaatst |
| Johannes Høsflot Klæbo             | Sprint     | 2:46,74      | 3            | 2:51,571     | 1            | 2:52,23        | 2              | 2:58,06        | Goud           |                |
| Håvard Solås Taugbøl               | Sprint     | 2:49,93      | 7            | 2:57,93      | 2            | 2:52,46        | 5              | niet geplaatst | niet geplaatst |                |
| Erik Valnes                        | Sprint     | 2:51,56      | 15           | 2:49,31      | 1            | 3:13,28        | 6              | niet geplaatst | niet geplaatst |                |
| Erik Valnes Johannes Høsflot Klæbo | Teamsprint | n.v.t.       | n.v.t.       | n.v.t.       | n.v.t.       | 20:17,28       | 1              | 19:22,99       | Goud           |                |

Vrouwen
| Naam                                    | Onderdeel  | Kwalificatie | Kwalificatie | Kwartfinales | Kwartfinales | Halve finales  | Halve finales  | Finale         | Finale         |
| Naam                                    | Onderdeel  | Tijd         | Rang         | Tijd         | Rang         | Tijd           | Rang           | Tijd           | Rang           |
| --------------------------------------- | ---------- | ------------ | ------------ | ------------ | ------------ | -------------- | -------------- | -------------- | -------------- |
| Maiken Caspersen Falla                  | Sprint     | 3:20,86      | 16           | 3:16,88      | 2            | 3:16,41        | 4              | niet geplaatst | niet geplaatst |
| Mathilde Myhrvold                       | Sprint     | 3:21,24      | 19           | 3:24,62      | 5            | niet geplaatst | niet geplaatst | niet geplaatst | niet geplaatst |
| Lotta Udnes Weng                        | Sprint     | 3:22,26      | 23           | 3:21,21      | 5            | niet geplaatst | niet geplaatst | niet geplaatst | niet geplaatst |
| Tiril Udnes Weng                        | Sprint     | 3:18,17      | 7            | 3:21,31      | 2            | 3:14,29        | 5              | niet geplaatst | niet geplaatst |
| Tiril Udnes Weng Maiken Caspersen Falla | Teamsprint | n.v.t.       | n.v.t.       | n.v.t.       | n.v.t.       | 23:05,06       | 4              | 23:15,28       | 8              |

### Noordse combinatie
Maximaal vier deelnemers per onderdeel
| Naam                                                            | Onderdeel                  | Schansspringen | Schansspringen | Schansspringen | Langlaufen | Langlaufen | Totaal  | Totaal |
| Naam                                                            | Onderdeel                  | Afstand        | Punten         | Rang           | Tijd       | Rang       | Tijd    | Rang   |
| --------------------------------------------------------------- | -------------------------- | -------------- | -------------- | -------------- | ---------- | ---------- | ------- | ------ |
| Espen Andersen                                                  | Normale schans + 10 km     | 96,0           | 109,3          | 16             | 25:17,3    | 20         | 26:52,3 | 11     |
| Espen Andersen                                                  | Grote schans + 10 km       | 125,0          | 106,9          | 13             | 26:45,2    | 18         | 28:57,2 | 15     |
| Espen Bjørnstad                                                 | Normale schans + 10 km     | 99,0           | 110,1          | 15             | 26:40,1    | 32         | 28:12,1 | 27     |
| Jørgen Gråbak                                                   | Normale schans + 10 km     | 98,5           | 114,1          | 9              | 23:52,5    | 2          | 25:08,5 | Zilver |
| Jørgen Gråbak                                                   | Grote schans + 10 km       | 126,5          | 108,0          | 12             | 25:03,3    | 1          | 27:13,3 | Goud   |
| Jens Lurås Oftebro                                              | Normale schans + 10 km     | 92,5           | 103,8          | 20             | 24:53,2    | 11         | 26:50,2 | 10     |
| Jens Lurås Oftebro                                              | Grote schans + 10 km       | 127,5          | 113,0          | 10             | 25:26,7    | 2          | 27:13,7 | Zilver |
| Jarl Magnus Riiber                                              | Grote schans + 10 km       | 142,0          | 139,8          | 1              | 27:53,1    | 36         | 27:53,1 | 8      |
| Espen Andersen Espen Bjørnstad Jørgen Gråbak Jens Lurås Oftebro | Team grote schans + 4×5 km | 523,5          | 469,4          | 2              | 50:37,1    | 1          | 50:45,1 | Goud   |

### Schaatsen
Mannen
| Naam                        | Onderdeel | Uitslag | Uitslag |
| Naam                        | Onderdeel | Tijd    | Rang    |
| --------------------------- | --------- | ------- | ------- |
| Håvard Holmefjord Lorentzen | 500 m     | 34,921  | 15      |
| Håvard Holmefjord Lorentzen | 1000 m    | 1:08,48 | Brons   |
| Allan Dahl Johansson        | 1000 m    | 1:10,34 | 28      |
| Allan Dahl Johansson        | 1500 m    | 1:45,81 | 12      |
| Bjørn Magnussen             | 500 m     | 34,96   | 17      |
| Bjørn Magnussen             | 1000 m    | 1:10,14 | 25      |
| Peder Kongshaug             | 1500 m    | 1:44,24 | 4       |
| Kristian Ulekleiv           | 1500 m    | 1:46,56 | 16      |
| Hallgeir Engebråten         | 5000 m    | 6:09,88 | Brons   |

Vrouwen
| Naam                   | Onderdeel | Uitslag | Uitslag |
| Naam                   | Onderdeel | Tijd    | Rang    |
| ---------------------- | --------- | ------- | ------- |
| Ragne Wiklund          | 1000 m    | 1:16,59 | 18      |
| Ragne Wiklund          | 1500 m    | 1:56,46 | 12      |
| Ragne Wiklund          | 3000 m    | 4:01,44 | 5       |
| Ragne Wiklund          | 5000 m    | 6:56,34 | 5       |
| Martine Ripsrud        | 500 m     | 38,95   | 23      |
| Julie Nistad Samsonsen | 500 m     | 39,02   | 24      |
| Sofie Karoline Haugen  | 1500 m    | 2:01,57 | 28      |

Massastart
| Naam                  | Onderdeel | Halve finale | Halve finale | Halve finale | Finale         | Finale         | Finale         |
| Naam                  | Onderdeel | Punten       | Tijd         | Rang         | Punten         | Tijd           | Rang           |
| --------------------- | --------- | ------------ | ------------ | ------------ | -------------- | -------------- | -------------- |
| Peder Kongshaug       | Mannen    | 0            | 6:55,43      | 14           | niet geplaatst | niet geplaatst | niet geplaatst |
| Kristian Ulekleiv     | Mannen    | 60           | 7:56,67      | 1            | 0              | 7:48,52        | 14             |
| Marit Fjellanger Bøhm | Vrouwen   | 0            | 8:42,28      | 13           | niet geplaatst | niet geplaatst | niet geplaatst |
| Sofie Karoline Haugen | Vrouwen   | 0            | 8:33,77      | 12           | niet geplaatst | niet geplaatst | niet geplaatst |

Ploegenachtervolging
| Naam                                                      | Onderdeel | Kwartfinale          | Kwartfinale | Halve finale         | Halve finale   | Finale               | Finale |
| Naam                                                      | Onderdeel | Tegenstander Tijd    | Rang        | Tegenstander Tijd    | Rang           | Tegenstander Tijd    | Rang   |
| --------------------------------------------------------- | --------- | -------------------- | ----------- | -------------------- | -------------- | -------------------- | ------ |
| Hallgeir Engebråten Peder Kongshaug Sverre Lunde Pedersen | Mannen    | USA 3:37,47 (-0,04s) | 1           | NED 3:38,28 (-1,34s) | 1              | ROC 3:38,08 (-2,38s) | Goud   |
| Marit Fjellanger Bøhm Sofie Karoline Haugen Ragne Wiklund | Vrouwen   | NED 3:01,84 (-4,58s) | 6           | niet geplaatst       | niet geplaatst | niet geplaatst       | 6      |

### Schansspringen
Maximaal vier deelnemers per onderdeel
Mannen
| Naam                                                                     | Onderdeel       | Kwalificatie | Kwalificatie | Kwalificatie | Eerste ronde            | Eerste ronde                  | Eerste ronde | Finaleronde             | Finaleronde                   | Finaleronde    | Totaal                        | Totaal |
| Naam                                                                     | Onderdeel       | Afstand      | Score        | Rang         | Afstand                 | Score                         | Rang         | Afstand                 | Score                         | Rang           | Score                         | Rang   |
| ------------------------------------------------------------------------ | --------------- | ------------ | ------------ | ------------ | ----------------------- | ----------------------------- | ------------ | ----------------------- | ----------------------------- | -------------- | ----------------------------- | ------ |
| Halvor Egner Granerud                                                    | Normale schans  | 90,0         | 87,4         | 28           | 97,5                    | 127,4                         | 22           | DSQ                     | DSQ                           | DSQ            | 127,4                         | 30     |
| Halvor Egner Granerud                                                    | Grote schans    | 133,5        | 131,6        | 2            | 135,0                   | 132,4                         | 9            | 135,5                   | 139,0                         | 5              | 271,4                         | 8      |
| Robert Johansson                                                         | Normale schans  | 103,0        | 116,6        | 2            | 97,0                    | 128,8                         | 16           | 96,0                    | 119,5                         | 21             | 248,3                         | 20     |
| Robert Johansson                                                         | Grote schans    | 127,5        | 115,9        | 17           | 128,5                   | 119,3                         | 32           | niet geplaatst          | niet geplaatst                | niet geplaatst | 119,3                         | 32     |
| Marius Lindvik                                                           | Normale schans  | 100,5        | 116,7        | 1            | 96,5                    | 128,4                         | 17           | 102,5                   | 132,3                         | 3              | 260,7                         | 7      |
| Marius Lindvik                                                           | Grote schans    | 135,0        | 136,4        | 1            | 140,5                   | 144,8                         | 2            | 140,0                   | 151,3                         | 1              | 296,1                         | Goud   |
| Daniel-André Tande                                                       | Grote schans    | 120,5        | 105,1        | 28           | 128,0                   | 120,2                         | 31           | niet geplaatst          | niet geplaatst                | niet geplaatst | 120,2                         | 31     |
| Halvor Egner Granerud Daniel-André Tande Robert Johansson Marius Lindvik | Landenwedstrijd | n.v.t.       | n.v.t.       | n.v.t.       | 138,0 130,5 125,5 121,0 | 456,5 128,3 118,2 109,7 100,3 | 3 1 2 4 6    | 118,5 124,0 136,5 126,5 | 465,6 108,5 113,7 127,8 115,6 | 4 3 6          | 922,1 236,8 231,9 237,5 215,9 | 4      |

Vrouwen
| Naam                 | Onderdeel      | Eerste sprong | Eerste sprong | Eerste sprong | Tweede sprong | Tweede sprong | Tweede sprong | Totaal | Totaal |
| Naam                 | Onderdeel      | Afstand       | Score         | Rang          | Afstand       | Score         | Rang          | Score  | Rang   |
| -------------------- | -------------- | ------------- | ------------- | ------------- | ------------- | ------------- | ------------- | ------ | ------ |
| Thea Minyan Bjørseth | Normale schans | 99,5          | 104,1         | 6             | 73,0          | 59,9          | 29            | 164,0  | 21     |
| Silje Opseth         | Normale schans | 92,5          | 94,7          | 12            | 95,0          | 105,8         | 5             | 200,5  | 6      |
| Anna Odine Strøm     | Normale schans | 91,5          | 91,5          | 16            | 84,0          | 84,5          | 15            | 176,0  | 15     |

Gemengd
| Naam                                                          | Onderdeel       | Eerste ronde         | Eerste ronde                  | Eerste ronde | Finaleronde         | Finaleronde               | Finaleronde | Totaal                        | Totaal |
| Naam                                                          | Onderdeel       | Afstand              | Score                         | Rang         | Afstand             | Score                     | Rang        | Score                         | Rang   |
| ------------------------------------------------------------- | --------------- | -------------------- | ----------------------------- | ------------ | ------------------- | ------------------------- | ----------- | ----------------------------- | ------ |
| Anna Odine Strøm Robert Johansson Silje Opseth Marius Lindvik | Landenwedstrijd | 92,0 99,5 91,0 102,5 | 457,4 104,5 123,2 101,4 128,3 | 2 4 6 2      | DSQ 100,5 DSQ 100,5 | 250,5 0,0 124,9 0,0 125,6 | 8 0 3 0 7   | 707,9 104,5 248,1 101,4 253,9 | 8      |

### Snowboarden
Big air
| Naam             | Onderdeel | Kwalificatie | Kwalificatie | Kwalificatie | Kwalificatie | Kwalificatie | Finale         | Finale         | Finale         | Finale | Finale |
| Naam             | Onderdeel | Sprong 1     | Sprong 2     | Sprong 3     | Totaal       | Rang         | Sprong 1       | Sprong 2       | Sprong 3       | Totaal | Rang   |
| ---------------- | --------- | ------------ | ------------ | ------------ | ------------ | ------------ | -------------- | -------------- | -------------- | ------ | ------ |
| Hanne Eilertsen  | Vrouwen   | 39,75        | 17,50        | 12,75        | 57,25        | 27           | niet geplaatst | niet geplaatst | niet geplaatst | 57,25  | 27     |
| Marcus Kleveland | Mannen    | 87,75        | 63,75        | 61,25        | 151,50       | 6            | 87,75          | 62,25          | 39,00          | 150,00 | 8      |
| Mons Røisland    | Mannen    | 31,25        | 80,00        | 66,50        | 146,50       | 9            | 89,25          | 75,75          | 82,50          | 171,75 | Zilver |
| Ståle Sandbech   | Mannen    | 69,50        | 15,50        | 66,50        | 136,00       | 16           | niet geplaatst | niet geplaatst | niet geplaatst | 136,00 | 16     |

Slopestyle
| Naam             | Onderdeel | Kwalificatie | Kwalificatie | Kwalificatie | Kwalificatie | Finale         | Finale         | Finale         | Finale | Finale |
| Naam             | Onderdeel | Run 1        | Run 2        | Beste        | Rang         | Run 1          | Run 2          | Run 3          | Beste  | Rang   |
| ---------------- | --------- | ------------ | ------------ | ------------ | ------------ | -------------- | -------------- | -------------- | ------ | ------ |
| Hanne Eilertsen  | Vrouwen   | 48,35        | 35,30        | 48,35        | 16           | niet geplaatst | niet geplaatst | niet geplaatst | 48,35  | 16     |
| Marcus Kleveland | Mannen    | 37,28        | 64,86        | 64,86        | 14           | niet geplaatst | niet geplaatst | niet geplaatst | 64,86  | 14     |
| Mons Røisland    | Mannen    | 70,96        | 41,41        | 70,96        | 9            | 29,01          | 63,33          | 52,53          | 63,33  | 7      |
| Ståle Sandbech   | Mannen    | 70,11        | 78,61        | 78,61        | 4            | 29,05          | 27,43          | 39,66          | 39,66  | 11     |